# Wyeomyia felicia
Wyeomyia felicia är en tvåvingeart som först beskrevs av Dyar och Nunez Tovar 1927.  Wyeomyia felicia ingår i släktet Wyeomyia och familjen stickmyggor. Inga underarter finns listade i Catalogue of Life.